# مانويل شميدباخ
مانويل شميدباخ (بالألمانية: Manuel Schmiedebach)‏ (5 ديسمبر 1988 مرغريفية براندنبورغ - ) هو لاعب كرة قدم ألماني، يلعب كلاعب وسط.

## وصلات خارجية
مانويل شميدباخ على موقع قاعدة بيانات كرة القدم.إي يو (الإنجليزية)
- مانويل شميدباخ على موقع بيانات كرة القدم. دي إي (الألمانية)
- مانويل شميدباخ على موقع ليكيب (الفرنسية)
- مانويل شميدباخ على موقع Soccerbase.com (لاعب) (الإنجليزية)
- مانويل شميدباخ على موقع Soccerway.com (الإنجليزية)
- مانويل شميدباخ على موقع عالم كرة القدم.نت (الإنجليزية)
- مانويل شميدباخ على موقع AS.com (الإسبانية)